# Luka Callø
Luka Callø Carstensen (* 10. Mai 2006 in Skødstrup, Dänemark) ist ein dänischer Fußballspieler.
Der Innenverteidiger spielt bei Aarhus GF, für den er schon in der Jugend spielte. Zudem ist er ein dänischer Nachwuchsnationalspieler.

## Karriere

### Vereinsfußball
Luka Callø wurde in Skødstrup, 15 Kilometer von Aarhus entfernt, geboren und spielte in seiner Kindheit für den ortsansässigen Verein Skødstrup SF. Dieser Klub ist ein Partnerverein von Aarhus GF und in der U11 wechselte er in die Jugendabteilung der Aarhuser. Am 14. April 2024 gab Callø im Alter von 17 Jahren beim 2:2 gegen Brøndby IF sein Profidebüt in der Superliga. Diese Partie war ein Spiel in der Meisterrunde, in der die Aarhuser als Tabellenfünfter die Qualifikation für die europäischen Wettbewerbe verpassten. Luka Callø kam hierbei zu drei Einsätzen. Zudem stand er mit AGF im Finale des dänischen Pokals, was der Verein mit 0:1 gegen Silkeborg IF verlor. Callø stand in dieser Partie im Kader, kam aber nicht zum Einsatz. Im Juli 2024 erhielt er einen Vertrag mit einer Laufzeit bis Sommer 2028.

### Nationalmannschaft
Luka Callø ist parallel zu seiner Laufbahn im Verein auch Nachwuchsnationalspieler seines Herkunftslandes Dänemark und vertrat die Skandinavier in den Altersklassen U18 und U19.